# Élections régionales de 1986 en Picardie
Pour un article plus général, voir Élections régionales françaises de 1986.

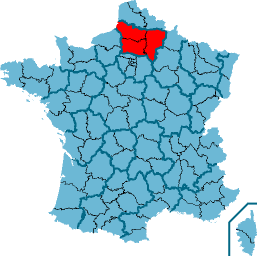
La région Picardie

Les élections régionales ont eu lieu le 16 mars 1986. Ce sont les premières élections régionales de la Ve République. Jusque là les conseils régionaux, créent en 1972, étaient composés à moitié des parlementaires de la région et l'autre moitié de représentants des départements et des grandes communes.

## Mode de scrutin
Les conseillers régionaux sont élus au scrutin de liste à la représentation proportionnelle suivant la règle de la plus forte moyenne, en un seul tour.
Chaque département forme une circonscription : les sièges sont répartis entre les listes ayant obtenu plus de 5 % des suffrages exprimés. 
Ils sont attribués selon l'ordre de présentation sur la liste.

## Contexte régional
À la suite des élections cantonales de 1979, la gauche devient majoritaire et dirige le conseil régional sous les présidences de Raymond Maillet (PCF) de 1980 à 1981, René Dosière (PS) de 1981 à 1983 et Walter Amsallem (PS) de 1983 à 1985. Charles Baur (UDF-PSD) à la tête d'une coalition UDF-RPR prend la présidence après le recul de la gauche lors des cantonales de 1982 et 1985.
Les deux camps savent à ce moment-là, que des élections régionales sont prévues pour mars 1986 et chacun pense profiter de ce scrutin pour prendre la majorité de l'assemblée régionale.

### Conseil régional sortant
| Parti                                                               | Sigle | Sigle   | Élus | Groupe                               |
| ------------------------------------------------------------------- | ----- | ------- | ---- | ------------------------------------ |
| Majorité (30 sièges)                                                |       |         |      |                                      |
| Union pour la démocratie française Rassemblement pour la République |       | UDF-RPR | 30   | Opposition nationale et républicaine |
| Opposition (18 sièges)                                              |       |         |      |                                      |
| Parti socialiste                                                    |       | PS      | 14   | Socialiste                           |
| Parti communiste français                                           |       | PCF     | 4    | Communiste                           |
| Président du Conseil Régional                                       |       |         |      |                                      |
| Charles Baur (UDF-PSD)                                              |       |         |      |                                      |

## Résultats

### Régionaux
| Liste                 | Liste             | Tour unique | Tour unique | Sièges | Sièges |  |
| Liste                 | Liste             | Voix        | %           | Sièges | Sièges |  |
| --------------------- | ----------------- | ----------- | ----------- | ------ | ------ |  |
|                       | UDF-RPR-CNIP      | 342 835     | 38,10       | 24     |        |  |
|                       | PS                | 277 703     | 30,86       | 18     |        |  |
|                       | PCF               | 124 704     | 13,86       | 8      |        |  |
|                       | FN                | 86 384      | 9,60        | 4      |        |  |
|                       | Picardie86        | 20 260      | 2,25        | 1      |        |  |
|                       | Divers écologiste | 19 203      | 2,13        | 0      |        |  |
|                       | Extrême gauche    | 20 180      | 2,24        | 0      |        |  |
|                       | MRG               | 8 553       | 0,95        | 0      |        |  |
|                       |                   |             |             |        |        |  |
| Inscrits              | Inscrits          | 1 176 539   | 100,00      | 55     |        |  |
| Abstentions           | Abstentions       | 226 749     | 19,27       |        |        |  |
| Votants               | Votants           | 949 790     | 80,73       |        |        |  |
| Blancs et nuls        | Blancs et nuls    | 49 968      | 5,26        |        |        |  |
| Exprimés              | Exprimés          | 899 822     | 94,74       |        |        |  |
| Source : Data.gouv.fr |                   |             |             |        |        |  |

### Départementaux

#### Aisne
|                | UDF-RPR-CNIP   | Charles Baur    | 104 441 | 37,69  | 8 | 47,06 |  |  |
|                | PS             | Bernard Lefranc | 92 477  | 33,37  | 5 | 29,41 |  |  |
|                | PCF            | Roland Renard   | 43 274  | 15,62  | 3 | 17,65 |  |  |
|                | FN             | Hubert Potel    | 25 295  | 9,13   | 1 | 5,88  |  |  |
|                | ECO            | Joël Meurice    | 11 612  | 4,19   |   |       |  |  |
|                |                |                 |         |        |   |       |  |  |
| Inscrits       | Inscrits       | Inscrits        | 364 737 | 100,00 |   |       |  |  |
| Abstentions    | Abstentions    | Abstentions     | 73 297  | 20,10  |   |       |  |  |
| Votants        | Votants        | Votants         | 291 440 | 79,90  |   |       |  |  |
| Blancs et nuls | Blancs et nuls | Blancs et nuls  | 14 341  | 3,93   |   |       |  |  |
| Exprimés       | Exprimés       | Exprimés        | 277 099 | 75,97  |   |       |  |  |

#### Oise
|                | UDF-RPR-CNIP   | Michel Souplet  | 131 330 | 39,80  | 10 | 47,62 |  |  |
|                | PS             | Walter Amsallem | 103 588 | 31,39  | 7  | 33,33 |  |  |
|                | FN             | Pierre Descaves | 38 481  | 11,66  | 2  | 9,52  |  |  |
|                | PCF            | Maurice Bambier | 36 276  | 10,99  | 2  | 9,52  |  |  |
|                | EXG            |                 | 11 736  | 3,56   |    |       |  |  |
|                | MRG            |                 | 8 553   | 2,59   |    |       |  |  |
|                |                |                 |         |        |    |       |  |  |
| Inscrits       | Inscrits       | Inscrits        | 432 094 | 100,00 |    |       |  |  |
| Abstentions    | Abstentions    | Abstentions     | 85 987  | 19,90  |    |       |  |  |
| Votants        | Votants        | Votants         | 346 107 | 80,10  |    |       |  |  |
| Blancs et nuls | Blancs et nuls | Blancs et nuls  | 16 143  | 3,74   |    |       |  |  |
| Exprimés       | Exprimés       | Exprimés        | 329 964 | 76,36  |    |       |  |  |

#### Somme
|                | UDF-RPR-CNIP   | Jean-Claude Broutin | 107 064 | 36,57  | 7 | 41,18 |  |  |
|                | PS             | Francis Lecul       | 81 638  | 27,89  | 5 | 29,41 |  |  |
|                | PCF            | Chantal Leblanc     | 45 154  | 15,42  | 3 | 17,65 |  |  |
|                | FN             | Raynald Brasseur    | 22 608  | 7,72   | 1 | 5,88  |  |  |
|                | Picardie86     | Roger Mézin         | 20 260  | 6,92   | 1 | 5,88  |  |  |
|                | EXG            |                     | 8 444   | 2,88   |   |       |  |  |
|                | ECO            |                     | 7 591   | 2,59   |   |       |  |  |
|                |                |                     |         |        |   |       |  |  |
| Inscrits       | Inscrits       | Inscrits            | 379 708 | 100,00 |   |       |  |  |
| Abstentions    | Abstentions    | Abstentions         | 67 465  | 17,77  |   |       |  |  |
| Votants        | Votants        | Votants             | 312 243 | 82,23  |   |       |  |  |
| Blancs et nuls | Blancs et nuls | Blancs et nuls      | 19 484  | 5,13   |   |       |  |  |
| Exprimés       | Exprimés       | Exprimés            | 292 759 | 77,10  |   |       |  |  |

## Conseil régional élu

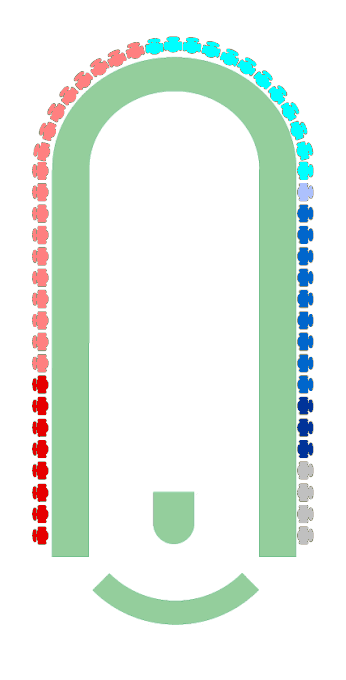
Assemblée élue par partis

### Groupes politiques
| Parti                                       | Sigle | Sigle | Élus | Groupe                   |
| ------------------------------------------- | ----- | ----- | ---- | ------------------------ |
| Opposition de Gauche (26 sièges)            |       |       |      |                          |
| Parti socialiste                            |       | PS    | 18   | Socialiste               |
| Parti communiste français                   |       | PCF   | 8    | Communiste               |
| Majorité (25 sièges)                        |       |       |      |                          |
| Union pour la démocratie française          |       | UDF   | 13   | Intergroupe UDF-RPR-CNIP |
| Rassemblement pour la République            |       | RPR   | 9    | Intergroupe UDF-RPR-CNIP |
| Centre national des indépendants et paysans |       | CNIP  | 2    | Intergroupe UDF-RPR-CNIP |
| Picardie86                                  |       | DVD   | 1    | Intergroupe UDF-RPR-CNIP |
| Extrême droite (4 sièges)                   |       |       |      |                          |
| Front national                              |       | FN    | 4    | Front national           |
| Président du Conseil Régional               |       |       |      |                          |
| Charles Baur (UDF-PSD)                      |       |       |      |                          |

### Élection du président du conseil régional
| Candidats | Candidats                  | Parti     | Premier tour | Premier tour |
| Candidats | Candidats                  | Parti     | Voix         | %            |
| --------- | -------------------------- | --------- | ------------ | ------------ |
|           | Charles Baur sortant réélu | UDF (PSD) | 29           | 52,73        |
|           | Walter Amsallem            | PS        | 18           | 32,73        |
|           | Roland Renard              | PCF       | 8            | 14,55        |
|           |                            |           |              |              |
| Inscrits  | Inscrits                   | Inscrits  | 55           | 100,00       |
| Exprimés  | Exprimés                   | Exprimés  | 55           | 100,00       |